# Andrew McPherson
Andrew McPherson (ur. 28 kwietnia 1979 w Dauphin, Manitoba) – kanadyjski hokeista, trener.
Poprzez swoją babcię dysponuje polskimi korzeniami. Otrzymał także niemieckie obywatelstwo.

## Kariera
- Dauphin Kings (1997-1998)
- RPI (1998-2002)
- Wheeling Nailers (2002)
- Charlotte Checkers (2002/2003)
- New Mexico Scorpions (2003)
- Roanoke Express (2003-2004)
- Port Huron Beacons (2004-2005)
- EV Landsberg 2000 (2005-2007)
- Straubing Tigers (2007-2008)
- SC Riessersee (2008-2010)
- Hannover Indians (2010-2011)
- ESV Kaufbeuren (2011-2012)
- Fischtown Pinguins Bremerhaven (2012-2017)
- Cracovia (2017)
- SC Bietigheim-Bissingen (2017-2018)
- HC Landsberg (2019-2020)

Karierę rozwijał w klubie z rodzinnego miasta, Dauphin Kings, w lidze Manitoba Junior Hockey League (MJHL). Następnie od 1998 do 2001 przez cztery lata grał w drużynie uczelni Rensselaer Polytechnic Institute w akademickich amerykańskich rozgrywkach NCAA. W międzyczasie, w 1999 został wybrany w drafcie NHL przez klub Pittsburgh Penguins. Od 2002 do 2005 grał w zespołach z lig ECHL, CHL, UHL. W 2005 wyjechał do Europy i od tego czasu występował w drużynach niemieckich. Najpierw przez dwa sezony grał w EV Landsberg 2000 w trzeciej klasie rozgrywkowej (Regionalliga), po czym rozegrał sezon w zespole Straubing Tigers w elitarnych rozgrywkach DEL. Od 2008 występował w drugiej klasie rozgrywkowej (2 Bundesliga, a po przekształceniu DEL2): dwa sezony w SC Riessersee, jeden w Hannover Indians (kapitan 2010/2011), ESV Kaufbeuren oraz od 2012 Fischtown Pinguins Bremerhaven. W sezonie DEL (2016/2017) nie zdołał zdobyć punktu w 31 meczach i w styczniu 2017 odszedł z tego klubu. Wówczas został zawodnikiem Cracovii w rozgrywkach Polskiej Hokej Ligi. W swoim pierwszym meczu w PHL 2016/2017 zaliczył trzy asysty. Od lipca 2017 zawodnik SC Bietigheim-Bissingen. Po sezonie 2017/2018 zakończył karierę zawodniczą.
Tuż po zakończeniu kariery na początku maja 2018 został ogłoszony asystentem trenera w klubie Fischtown Pinguins Bremerhaven. Następnie wznowił karierę i we wrześniu został zawodnikiem klubu HC Landsberg.

## Sukcesy
Klubowe
- Złoty medal DEL2: 2014 z Fischtown Pinguins Bremerhaven, 2018 z SC Bietigheim-Bissingen
- Srebrny medal DEL2: 2015 z Fischtown Pinguins Bremerhaven
- Srebrny medal Pucharu Kontynentalnego: 2015 z Fischtown Pinguins Bremerhaven
- Złoty medal mistrzostw Polski: 2017 z Cracovią

Indywidualne
- Sezony 1999/2000, 2000/2001, 2001/2002: NCAA (ECAC) All-Academic Team
- Puchar Kontynentalny 2014/2015#III runda w barwach Fischtown Pinguins Bremerhaven:
  - Decydujące trafienia w meczach z Ritten Sport (2:1k.)[11] oraz z Herning Blue Fox (2:1)[12]
- Puchar Kontynentalny 2014/2015#Superfinał - grupa F w barwach Fischtown Pinguins Bremerhaven:
  - Decydujący najazd w pomeczowej serii rzutow karnych w spotkaniu z Ducs d'Angers (3:2k.), zapewniające drugie miejsce FPB w finale[13]